# Didymocarpus margaritae
Didymocarpus margaritae är en tvåhjärtbladig växtart som beskrevs av William Wright Smith. Didymocarpus margaritae ingår i släktet Didymocarpus och familjen Gesneriaceae. Inga underarter finns listade i Catalogue of Life.